# تين توب (فرقة موسيقية)
تين توب (بالإنجليزية: Teen Top)‏ هي فرقة فتيان كورية جنوبية بدأت الفرقة نشاطها الموسيقي عام 2010 إلى الآن، ظهرت الفرقة لأول مرة تحت إدارة توب ميديا، أسسها أندي إي عضو فرقة شينهوا وتضم ست فتيان كوريين وهم كاب ونيال وتشانغجو وتشونجي وريكي.

## أعضاء تين توب
| كآب      | 캡   | بانق مين سو    | c.a.p \ bang minsoo     | القائد، مغني الراب الرئيسي، وراقص        | 4/ نوفمبر/1992، 23 سنة |
| تشون جي  | 천지 | لي تشان هي     | chunji \ lee chanhee    | مغني رئيسي وراقص                         | 5/أكتوبر/1993، 22 سنة  |
| نيل      | 니엘 | أهن دانيل      | niel \ ahn daniel       | مغني رئيسي، وراقص                        | 19/أغسطس/1994، 21 سنة  |
| ريكي     | 리키 | يو تشانق هيون  | ricky \ yoo changhyun   | مغني، راقص رئيسي وماكني الفرقة (المزيف)  | 27/فبراير/1995، 20 سنة |
| تشانغ جو | 창조 | تشوي جونق هيون | changjo \ choi jonghyun | مغني، راقص رئيسي وماكني الفرقة (الحقيقي) | 16 نوفمبر 1995         |

## وصلات خارجية
- تين توب على موقع ميوزك برينز (الإنجليزية)
- تين توب على موقع ديسكوغز (الإنجليزية)